# Sainte-Marie-du-Mont (Manche)
Sainte-Marie-du-Mont ist eine französische Gemeinde im Département Manche in der Region Normandie. Sie liegt auf der Halbinsel Cotentin in der Normandie, am Küstenabschnitt, den man vor dem Zweiten Weltkrieg „La Madeleine“ nannte und an dem am Morgen des 6. Juni 1944 amerikanische Truppen zur Invasion landeten. Seitdem nennt sich dieser Strandabschnitt „Utah Beach“.
Der Ort Sainte-Marie-du-Mont mit seinen 694 Einwohnern (Stand 1. Januar 2022) ist ein Zentrum der Rinderzucht und liegt nahe einem Reservat für Zugvögel. Dominierend in der Ortschaft ist der Kirchturm im Zentrum der Gemeinde, dessen Ursprünge ins 11. Jahrhundert zurückreichen.

## Bevölkerungsentwicklung

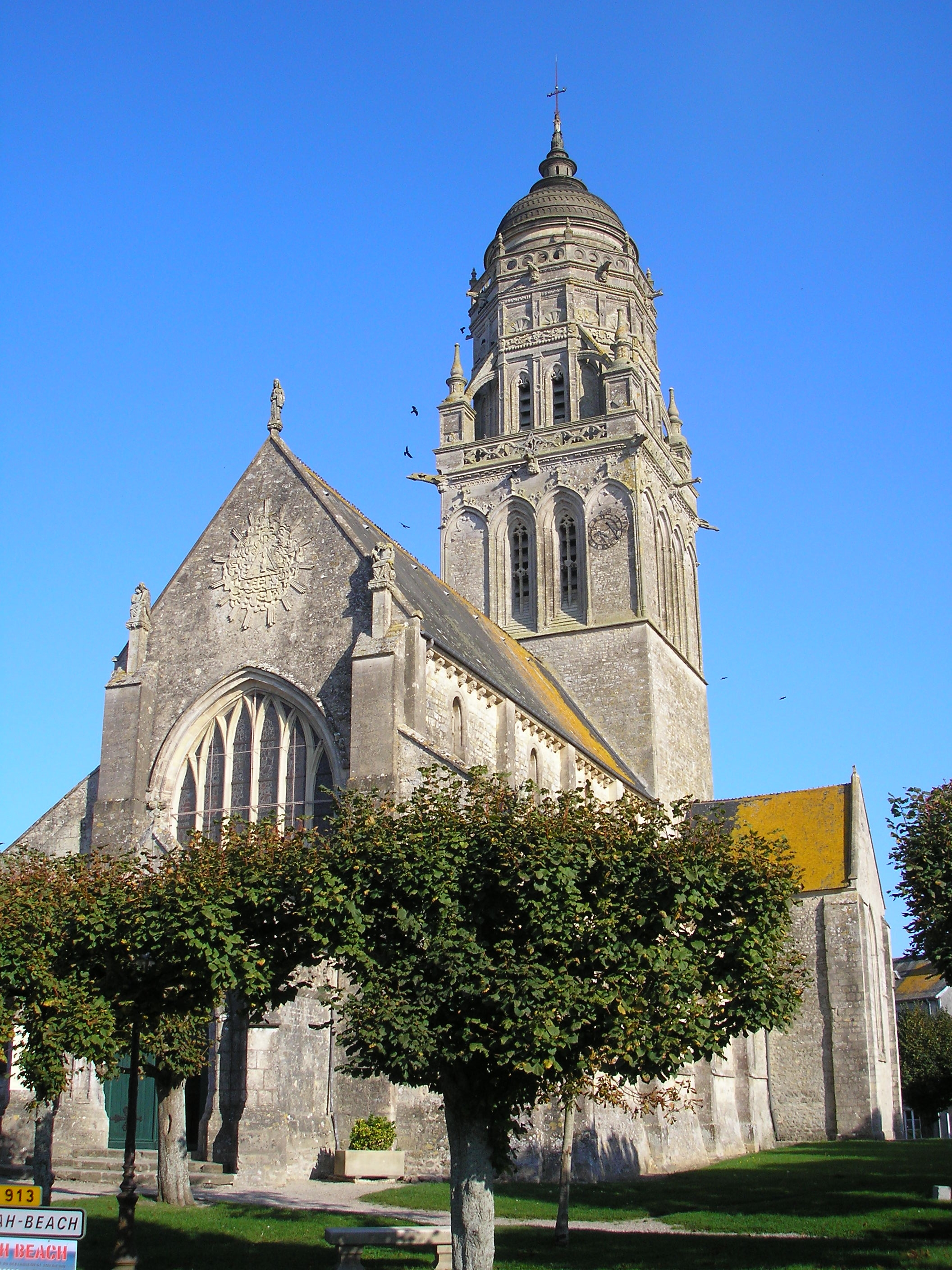
Kirche in Sainte-Marie-du-Mont

| Jahr      | 1962 | 1968 | 1975 | 1982 | 1990 | 1999 | 2008 | 2018 |
| Einwohner | 981  | 896  | 804  | 765  | 779  | 804  | 770  | 713  |

## Gemeindepartnerschaft
- Bad Mergentheim-Edelfingen, Baden-Württemberg